# Gabriela Aguilar García
Gabriela Aguilar García nació el 15 de noviembre de 1973 en la Ciudad de México. Es una política mexicana, miembro del Partido Verde Ecologista de México, Senadora en la LX Legislatura del Congreso de la Unión de México, donde fue integrante de las siguientes comisiones: Distrito Federal, Gobernación, Puntos Constitucionales y Relaciones Exteriores. 
Renunció al cargo, siendo la segunda senadora del mismo grupo parlamentario en pedir licencia, para dejar que Jorge Legorreta Ordorica asumiera el cargo.
Licenciada en Administración, ha sido miembro del PVEM desde su fundación, miembro de su consejo político, colaboradora de Jorge González Torres en su campaña presidencial, asesora legislativa del PVEM en la LVI Legislatura, LVII Legislatura y LVIII Legislatura, llegando a ser Oficial mayor del Grupo Parlamentario y Vicecoordinara de Asesores. En las LVIII Legislatura y LIX Legislatura fue senadora suplente.